# Tourly
Tourly település Franciaországban, Oise megyében. Lakosainak száma 171 fő (2022. január 1.). Tourly Fay-les-Étangs, Fleury, Lavilletertre, Liancourt-Saint-Pierre és Monneville községekkel határos.

## Népesség
A település népessége az elmúlt években az alábbi módon változott:
| Lakosok száma | 176  | 177  | 179  | 175  | 173  | 172  | 172  | 169  | 171  |
|               | 2013 | 2015 | 2016 | 2017 | 2018 | 2019 | 2020 | 2021 | 2022 |